# Singö-Söderby naturreservat
Singö-Söderby naturreservat är ett naturreservat i Norrtälje kommun i Stockholms län.
Området är naturskyddat sedan 2016 och är 40 hektar stort. Reservatet ligger mitt på Singö med större delen av Storträsket i söder. Reservatet består av blandbarrskog, hällmarkstallskog och partier av sumpskog.